# Пачаран
Пачара́н (исп. Pacharán, баск. Patxaran) — алкогольный напиток, традиционный для ряда областей севера Испании, наименование которого контролируется по происхождению.
Представляет собой спиртовую настойку ягод тёрна (лат. Prunus spinosa) с различными ароматическими добавками. Содержание алкоголя обычно 20—30 %. Подаётся, как правило, в качестве дижестива.

## География и история производства

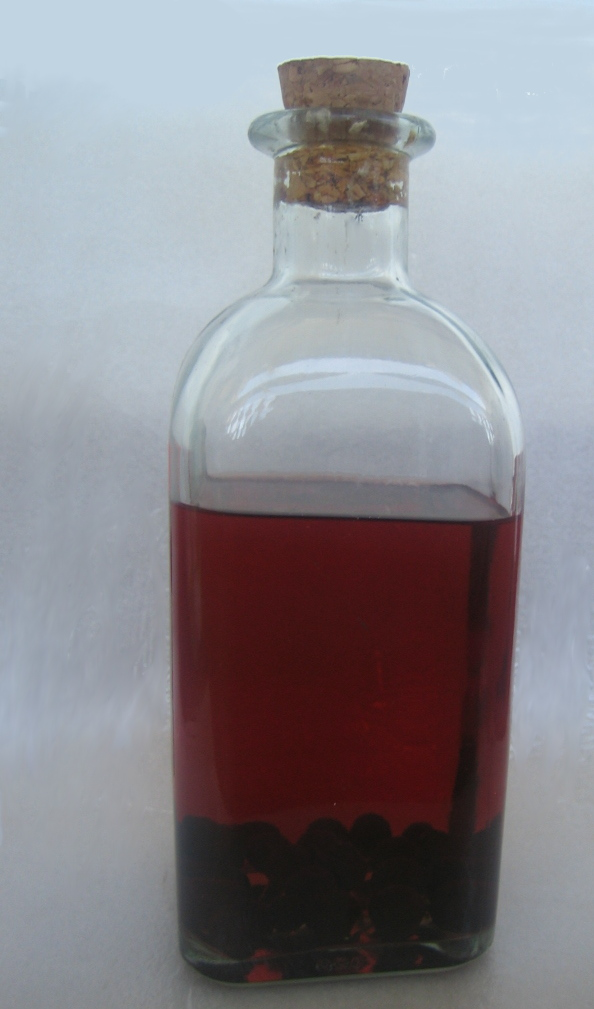
Бутылка домашнего Пачарана: на дне видны ягоды тёрна

Первоначальными районами производства пачарана были Наварра и Страна Басков: название напитка происходит от баскского названия терновника — «ба́со ара́н» (баск. baso aran, буквально «дикая слива»), однако со временем его изготовление распространилось и в некоторых других регионах Испании.
Первые упоминания о производстве и употреблении пачарана относятся к XIV веку — он фигурирует в перечне напитков, подававшихся на свадебных застольях наваррских королей. Большой ценительницей пачарана была, в частности, королева Бланка I Наваррская, отмечавшая целебные свойства этого напитка.
В XIV—XVIII веках пачаран производился надомным образом, в относительно небольших объёмах. Его промышленное изготовление было налажено в начале XIX века: первым крупным производителем в 1816 году стала семейная компания наваррского винодела Амбросио Веласко (исп. Ambrosio Velasco). В XIX и в начале XX века пачаран рассматривался не столько как алкогольный напиток, сколько как лекарственная настойка, способствующая пищеварению, поэтому в этот период он продавался главным образом в аптеках.
Общенациональную популярность пачаран приобрёл к середине XX века. В 1987 году наваррскими производителями пачарана был учреждён специальный Регулирующий совет (исп. Consejo Regulador de Denominacion), регламентировавший технологию изготовления напитка и его географическую принадлежность: в соответствии с требованиями совета название «пачаран» может носить только настойка, произведенная в Наварре. Тем не менее, пачаран под традиционным названием продолжает производиться в других испанских регионах.
В конце 2000-х годов в Испании промышленным образом производилось около 7 миллионов литров пачарана в год. Наиболее распространёнными марками были «Зоко» (исп. Zoco) — основанная в 1956 году потомками первого лицензированного производителя напитка Амбросио Веласко, в настоящее время принадлежащая французской компании «Перно-Рикар», «Ла Наварра» (исп. La Navarra), «Байнес» (исп. Baines), «Эчеко» (баск. Etxeko), «Канча» (баск. Kantxa), «Ача» (баск.  Atxa).

## Технология производства

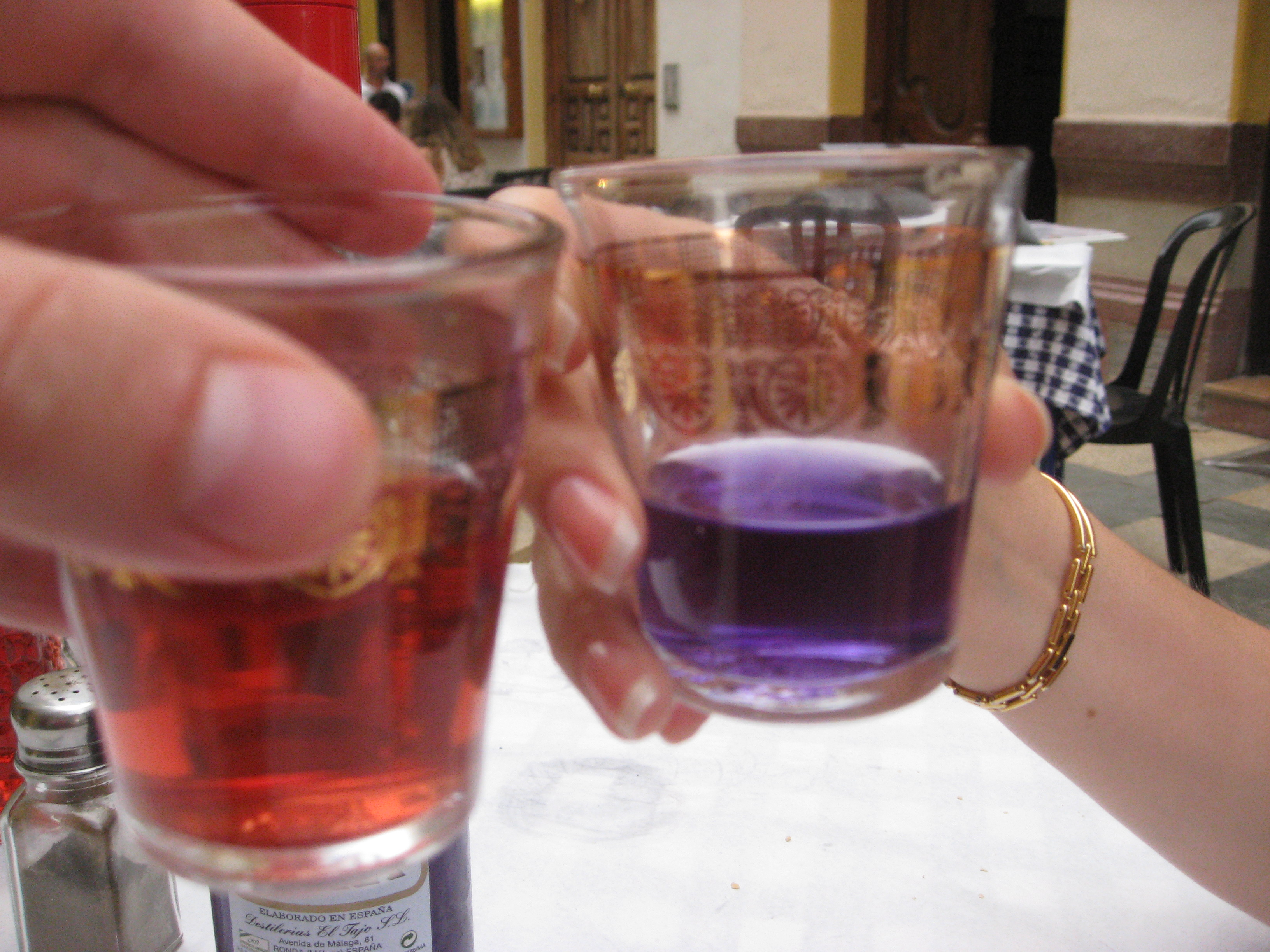
Питьё пачарана: красный — обычный сорт крепостью 28 %, фиолетовый — безалкогольный

Пачаран может рассматриваться как своего рода гибрид ликёра и анисовой настойки. Технологически напиток представляет собой купаж сахарного сиропа, спиртовой настойки ягод терновника, аниса и, как правило, небольших добавок различных ароматических эссенций — чаще всего фруктовых или ванильных, иногда карамели. Среди наваррских крестьян с давних пор бытует поверье о том, что поедание остатков ягод тёрна после настаивания на них пачарана может вызвать сумасшествие или, по крайней мере, пожизненную страсть к этому напитку.
Процесс мацерации продолжается от одного до восьми месяцев. При промышленном производстве настойка изготовляется обычно в стеклянной таре, однако некоторые мелкие частные производители сохраняют традиционный метод изготовления — в деревянных бочках.

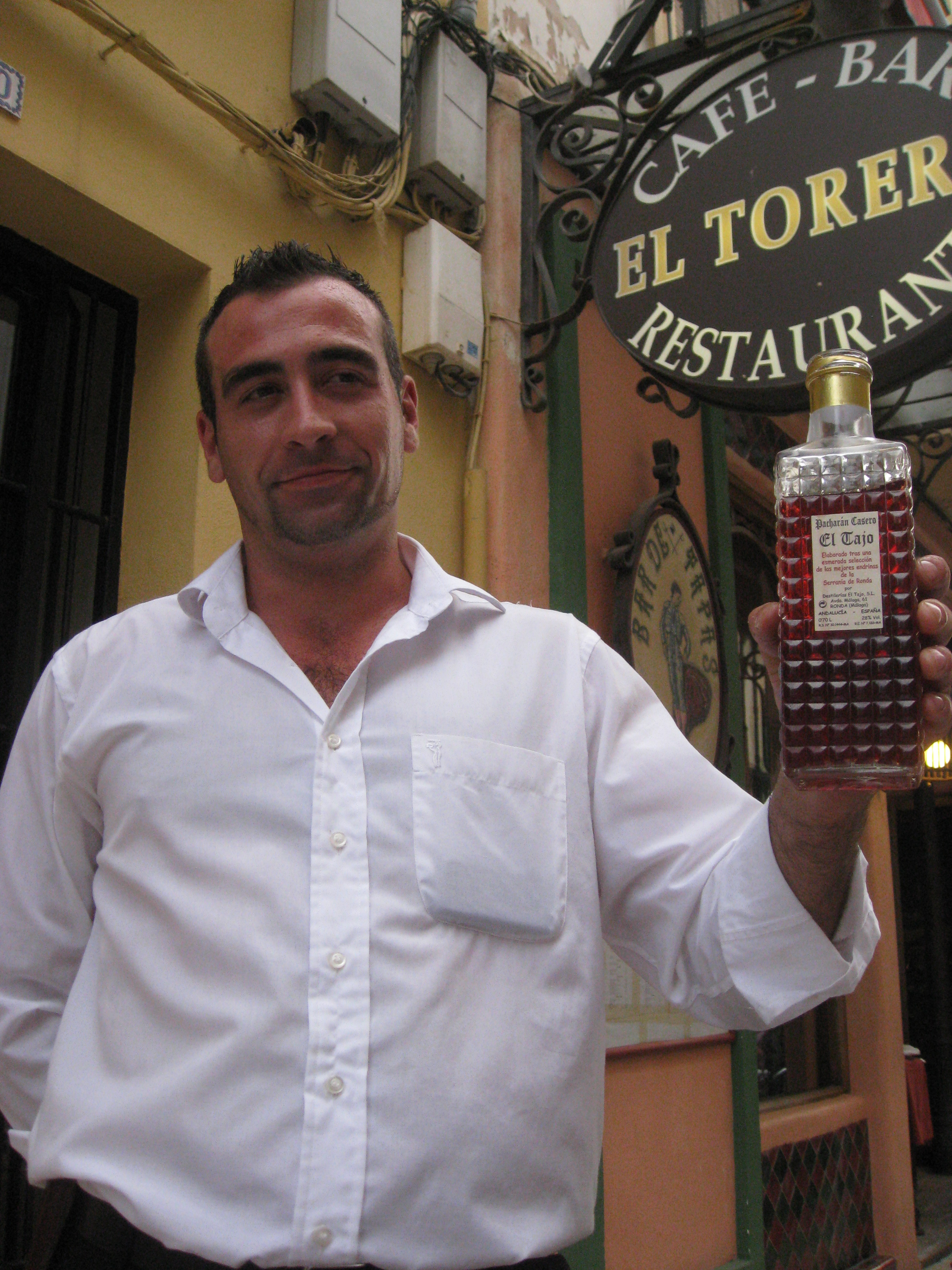
Испанский официант, предлагающий бутылку пачарана

В зависимости от содержания сахара пачаран может быть как сладким, так и сухим. В чистом виде терново-анисовая настойка имеет темно-красный или коричневатый цвет. Однако в зависимости от добавленных ароматических эссенций напиток может приобрести самые различные цвета и оттенки: розовый, фиолетовый, синий, жёлтый и т. д..
Содержание спирта в большинстве сортов пачарана колеблется от 20 до 30 %. Однако выпускаются также более лёгкие сорта и даже безалкогольный пачаран, сохраняющий основные вкусовые свойства обычной настойки.

## Подача и употребление
Пачаран традиционно подаётся после еды в качестве дижестива, обычно в небольших стопках или рюмках, часто одновременно с кофе. Напиток принято употреблять охлажденным, однако лёд внутрь рюмки класть не принято — обычно бутылка охлаждается заранее либо же рюмки с пачараном сервируются в небольших чашечках, наполненных измельчённым льдом. В некоторых испанских ресторанах недорогие сорта пачарана могут по завершении трапезы подаваться бесплатно — в качестве «комплимента» от заведения.